# OLiA
OLiA (Oficjalna Lista Airplay, dawniej AirPlay – Top) – cotygodniowa lista przebojów typu airplay, klasyfikująca 100 najpopularniejszych utworów muzycznych w stacjach radiowych i telewizyjnych na terenie Polski. Jest przygotowywana i publikowana w Internecie od 2010 roku przez Związek Producentów Audio-Video, polskie stowarzyszenie gromadzące dane na temat rodzimego przemysłu muzycznego. Każda lista zawiera statystyki w przedziale czasowym od soboty do piątku i jest publikowana zwyczajowo w następny poniedziałek.
Notowanie jest sporządzane jest na podstawie danych o odtworzeniach w 76 stacjach radiowych oraz stacjach telewizyjnych. Pod uwagę brane się liczby nie odtworzeń, ale słuchaczy, bazujące na wynikach słuchalności i oglądalności. Dane są gromadzone i analizowane na zlecenie Związku Producentów Audio-Video przez firmę MicroBe.
OLiA stanowi kontynuację dwóch polskich list airplay publikowanych w latach 2005–2010. Notowanie przygotowywane przez Związek Producentów Audio-Video zaczęło być publikowane od 27 marca 2010, najpierw obejmując 5 pozycji, następnie 20, a w końcu 100. 16 stycznia 2023 lista zmieniła nazwę na OLiA.
OLiA jest jednym z trzech notowań popularności singli w Polsce, obok OLiS – single w streamie publikowanego przez Związek Producentów Audio-Video i Poland Songs publikowanego przez amerykański magazyn „Billboard”.

## Historia

### Lata 2000–2005
Pierwsze notowanie pod nazwą Polish Airplay Chart ukazało się w 13. tygodniu roku 2000. Cotygodniowe zestawienia tworzone były przez firmę PiF PaF Production na podstawie elektronicznego monitoringu (dotyczył sześciu najpopularniejszych ówcześnie stacji radiowych) oraz planów emisji nagrań (dotyczyły lokalnych i regionalnych rozgłośni); w sumie listę tworzyło ponad 70 stacji radiowych. Oficjalna strona internetowa notowania publikowała dwa zestawienia – Listę Krajową, tworzoną na podstawie liczby emisji utworów na antenie wszystkich stacji radiowych oraz Listę Regionalną, którą tworzono w oparciu o liczbę odegrań poszczególnych piosenek jedynie w lokalnych i regionalnych rozgłośniach radiowych.
Notowanie w takiej formie publikowane było do 37. tygodnia roku 2005.

### Lata 2005–2010
W 2005 roku monitoring polskich rozgłośni radiowych rozpoczęła firma Nielsen Media Control. Na oficjalnej stronie Nielsen Music od 2006 roku do 2010 roku co tydzień przedstawiane były zestawiania (w formie Top 5) popularności piosenek w poprzedzającym tygodniu. Obok polskiej listy, prezentowane były także notowania amerykańskie, ogólnoeuropejskie, angielskie, niemieckie, francuskie czy włoskie.
W okresie publikacji list przez stronę Nielsen Music nie sporządzano archiwum. Archiwalne zestawienia najczęściej emitowanych piosenek w polskich rozgłośniach radiowych od 2006 do marca 2010 są niedostępne.

### Od 2010 roku
27 marca 2010 Związek Producentów Audio-Video zaczął publikować listę AirPlay – Top, złożoną z 5 miejsc. Monitorowaniem odtworzeń utworów w radiach zajmowała się firma Nielsen Media Control. W dniu 31 sierpnia 2013 roku Nielsen Media Control zakończył badania popularności piosenek w stacjach radiowych w związku w wycofaniem się firmy z rynku europejskiego. Od 1 września 2013 przygotowywaniem zestawień do oficjalnej polskiej listy AirPlay – Top zajmowała się BMAT, instytucja, która do ich tworzenia monitorowała 74 stacje radiowe (lokalne i ogólnopolskie) oraz 4 stacje telewizyjne. 28 września 2013 lista została powiększona do 20 miejsc, a 7 listopada 2015 do 100.
16 stycznia 2023 notowanie zmieniło nazwę na OLiA (Oficjalna Lista Airplay). Od tej pory badaniem popularności piosenek zajmuje się firma MicroBe.

## Listy numerów jeden
- Single numer jeden w roku 2010 (Polska)
- Single numer jeden w roku 2011 (Polska)
- Single numer jeden w roku 2012 (Polska)
- Single numer jeden w roku 2013 (Polska)
- Single numer jeden w roku 2014 (Polska)
- Single numer jeden w roku 2015 (Polska)
- Single numer jeden w roku 2016 (Polska)
- Single numer jeden w roku 2017 (Polska)
- Single numer jeden w roku 2018 (Polska)
- Single numer jeden w roku 2019 (Polska)
- Single numer jeden w roku 2020 (Polska)
- Single numer jeden w roku 2021 (Polska)
- Single numer jeden w roku 2022 (Polska)
- Single numer jeden w roku 2023 (Polska)
- Single numer jeden w roku 2024 (Polska)
- Single numer jeden w roku 2025 (Polska)